# 단측파대 변조
단측파대 변조(短側波帶 變調, singl-sideband modulation)는 라디오 통신에서 진폭 변조 방식을 개선하여 송신기의 전력 소모 및 대역폭 사용 절감하도록 만든 것이다. 진폭 변조에 의해 생선된 신호는 그 대역폭이 원래의 기저 대역 신호의 것의 두 배가 되는데, 단측파대 변조는 이러한 대역폭 증가 및 전력 소모 증가를 없앨 수 있다는 장점을 갖고 있다. 반면, 장치의 복잡도가 증가하고 수신측에서 주파수를 맞추는 것이 어려워지는 것이 단점이다.

## 역사
단측파대 변조와 관련한 미국 최초의 특허는 1915년 12월 1일 존 랜셔 카슨(John Renshaw Carson)에 의해 출원되었다. 미국 해군은 제1차 세계 대전 이전에 라디오 회로에서의 단측파대 적용을 실험하였다. 단측파대 변조 방식이 처음 상용화 된 것은 1927년 1월 7일 뉴욕-런던간 대서양 횡단 공용 무선전화 회선에 적용된 것이었다. 고출력 단측파대 송신기가 뉴욕 로키포인트(Rocky Point) 및 잉글랜드 럭비(Rugby)에 설치되었다. 수신기는 메인주 훌턴(Houlton) 및 스코틀랜드 쿠파(Cupar)의 매우 조용한 지역에 설치되었다.
단측파대 변조는 장거리 전화선에도 주파수 분할 다중화(FDM) 기술의 일부로 적용되었다. 주파수 분할 다중화 방식을 이용한 통신 기술 분야는 1930년대에 전화 회사들에 의해 개척되었다. 이 방식을 이용하여 단일한 물리적 회선에 여러 개의 음성 채널을 싣는 것이 가능했으며, AT&T에서 개발한 L-carrier와 같은 기술이 그 사례였다. 단측파대 변조를 이용하면 4000Hz의 채널간 간격을 두면서 300~3,400Hz의 음성 대역을 제공하는 것이 가능했다.
아마추어 라디오 사용자들은 제2차 세계 대전 이후부터 단측파대 변조를 이용한 실험을 시작했다. 1957년 미국 전략 항공 사령부(Strategic Air Command)는 단측파대 변조 방식을 미공군의 항공기 라디오 표준으로 제정했다. 이 때부터 단측파대 변조 방식은 장거리 음성 무선 전송의 사실 표준(de facto standard)이 되었다.

## 수학적 분석
단측파대는 기저 대역 파형이 다른 기저 대역 파형과 독립적인 것이 아니라 상호 관계를 갖는 특수항 경우에서의 직교 진폭 변조(QAM) 수식로 나타내어진다:
{\displaystyle s_{ssb}(t)=s(t)\cdot \cos(2\pi f_{0}t)-{\widehat {s}}(t)\cdot \sin(2\pi f_{0}t),\,}
{\displaystyle s(t)\,} 메시지, {\displaystyle {\widehat {s}}(t)\,}는 힐베르트 변환, {\displaystyle f_{0}\,}는 라디오 반송파 주파수이다. {\displaystyle s(t)}를 복원하기 위한 {\displaystyle s_{ssb}(t)}의 상관 복조(coherent demodulation)는 QAM과 동일하다.
{\displaystyle s(t)\,}는 실수이다. 따라서 이것의 푸리에 변환인 {\displaystyle S(f),}는 {\displaystyle f=0} 축에 대해 에르미트 대칭이다. {\displaystyle s(t)\,}의 {\displaystyle f_{0}\,}에 대한 양측파대 변조는 대칭의 축을 {\displaystyle f=\pm f_{0},}로 이동시키며, 이때 각 축의 양쪽 대역을 측파대라 부른다. 단측파대 변조는 각 축에서 한 쪽 측파대를 제거하고 {\displaystyle s(t).\,}만을 남기는 것이다.
위의 QAM 수식을 유도하는 가장 간단한 방법은 {\displaystyle S(f).}의 양수 주파수 대역만 선택하는 것이다. 이에 대한 역푸리에 변환의 결과는 다음에 비례하는 복소수 함수이다:
{\displaystyle s_{a}(t)\ {\stackrel {\mathrm {def} }{=}}\ s(t)+j\cdot {\widehat {s}}(t),\,}
이것은 {\displaystyle s(t).}의 해석적 표현(analytic representation)으로도 알려져 있다. {\displaystyle {\widehat {s}}(t)}은 실수이며, 따라서 {\displaystyle s(t)}는 이 해석적 표현식에서 실수부에 해당한다.
{\displaystyle s_{a}(t)\,}에 {\displaystyle e^{j2\pi f_{0}\cdot t}\,}를 곱하면 푸리에 변환은 {\displaystyle +f_{0}}만큼 이동한다. 그 결과는 여전히 음이 아닌 주파수 성분을 갖고 있으며, 이것을 단측파대 신호의 해석적 표현이라 한다:
{\displaystyle s_{a}(t)\cdot e^{j2\pi f_{0}t}=s_{ssb}(t)+j\cdot {\widehat {s}}_{ssb}(t).\,}
따라서, 오일러의 공식에 따라 {\displaystyle e^{j2\pi f_{0}t},\,}를 풀면,
{\displaystyle {\begin{aligned}s_{ssb}(t)&=Re{\big \{}s_{a}(t)\cdot e^{j2\pi f_{0}t}{\big \}}\\&=Re\left\{\ [s(t)+j\cdot {\widehat {s}}(t)]\cdot [\cos(2\pi f_{0}t)+j\cdot \sin(2\pi f_{0}t)]\ \right\}\\&=s(t)\cdot \cos(2\pi f_{0}t)-{\widehat {s}}(t)\cdot \sin(2\pi f_{0}t).\end{aligned}}}
양측파대 변조 모델도 마찬가지로 최적화된 하이패스(highpass) 또는 밴드패스(bandpass) 필터를 이용해 수학적으로 하측 단측파대를 제거하고 역푸리에 변환으로 동등한 시간 영역의 수식을 유도해냄으로써 위와 동일한 결과를 얻을 수 있다. 단, 이 방법은 역변환이 불필요하게 복잡해지는 단점이 있다.

### 하측 단측파대
{\displaystyle s(t)}는 {\displaystyle S(f)}의 음의 주파수 부분을 나타내는 {\displaystyle s_{a}^{*}(t)}의 켤레 복소수의 실수부로도 복원될 수 있다. {\displaystyle S(f-f_{0})}가 음의 주파수를 갖지 않을 정도로 {\displaystyle f_{0}\,}이 충분히 클 때, {\displaystyle s_{a}^{*}(t)\cdot e^{j2\pi f_{0}t}}는 또 다른 해석적 신호 표현이 되며, 이것의 실수부는 실제 하측 측파대 전송부이다:
{\displaystyle s_{a}^{*}(t)\cdot e^{j2\pi f_{0}t}=s_{lsb}(t)+j\cdot {\widehat {s}}_{lsb}(t)\,}
{\displaystyle {\begin{aligned}s_{lsb}(t)&=Re{\big \{}s_{a}^{*}(t)\cdot e^{j2\pi f_{0}t}{\big \}}\\&=s(t)\cdot \cos(2\pi f_{0}t)+{\widehat {s}}(t)\cdot \sin(2\pi f_{0}t)\end{aligned}}}
여기서 두 단측파대 신호의 합은 다음과 같다:
{\displaystyle 2s(t)\cdot cos(2\pi f_{0}t),\,}
이것은 곧 전통적인 양측파대 억압 반송파 진폭 변조에 해당하는 것이다.

## 같이 보기
- 변조

## 참고
1. ↑  영문 위키 푸리에 변환 문서의 테이블 103번째 줄 참고.